# タモリのネタでNIGHTフィーバー!
『タモリのネタでNIGHTフィーバー!』（タモリのネタでないとフィーバー）は、1997年10月15日から1998年3月18日までフジテレビ系列局で毎週水曜 22:00 - 22:54 (JST) に放送された日本のバラエティ番組。司会を務めたタモリの冠番組。
ハウフルスとフジテレビの共同制作。キリングループの一社提供番組（当初はキリンビールとキリンビバレッジの2社提供、1998年2月以降はキリンビールの一社提供）。全21回。

## 概要
芸能人（「ネタティナー」）の面白話などのネタを観て、若手女性アイドルで結成された20人の「フィーバーズ」が0点から5点の得点をランプを点灯させることで評価し、「フィーバーズ」たちの手元に点灯したランプ数の合計から「大フィーバー」「中フィーバー」｢小フィーバー」の3ランクで評価される。前期には大フィーバーが出るとフィバーズが全員で踊ることになっていたが、後期には小フィーバーが出ると極楽とんぼの「踊ってごまかせ!」の掛け声でフィバーズが全員で踊ることになった（BGMはビージーズの「恋のナイト・フィーバー」）。
司会者とパネラーは「フィーバーズ」のコメントを参考にし、渡された着席用紙に評価を付けていた。評価が悪かったものは、三段中、一番上に上げられ、最後には他の「フィーバーズ」に交代させられてしまうシステムになっていた。
前番組『タモリの新・哲学大王!』と同様に、提供読み時には「今夜もネタに乾杯! この番組は、おいしい、うれしい、楽しい、キリンの提供でお送りします（しました）」との音読を行い、エンディングにおいては壁にある「KIRIN」と書かれた箇所でスポンサー名を挙げていた。
番組の終了後、キリンビール提供枠は土曜日プライムタイムの『ゴールデン洋画劇場』、日曜日20時台の『ハッピーバースデー!』、日曜日22時台の『スーパーナイト』へ移行した（後に各社扱いとなって複数社提供へ移行）。また、単発特番でも筆頭スポンサーを務めており、現在に至っている。

## ミニコーナー

### クイズ・両親は何者?
松鶴家千とせの「俺が昔...ネタ」が好評だったため、「俺が〜だったころ、弟は〜だった」をヒントに親父とお袋をあてるクイズコーナー。グッチ裕三などが出題していた頃もあった。

### おいしいネタ
「たべティナー」と呼ばれる3人の芸能人が、自分の行き付けの店のおすすめの一品を紹介し、どれが一番食べたいかを司会者とパネラーが投票する。「フィーバーズ」はその結果（1位）を予想し、正解した「フィーバーズ」のメンバーはその店のおすすめの一品を食べる権利（「おいしい招待席」の権利）を得られるというコーナー。

## 出演者

### 司会
- タモリ
- 木佐彩子（当時フジテレビアナウンサー）

### レギュラー
- 極楽とんぼ
  - 加藤浩次
  - 山本圭壱

### パネラー
- 城島茂（TOKIO）
- 麻木久仁子
- 飯島愛
- 山田五郎
- 赤坂泰彦
- 峰竜太
- 橋幸夫
- デーブ大久保
- 山瀬まみ
- 柴田理恵
- 中尾彬
- 糸井重里
- 奥山佳恵
- 研ナオコ
- 原千晶
- 内海光司
- 山本淳一
- 森口博子

### フィーバーズ
- アーティストハウスピラミッド
  - 井上ケイ
  - 星野志穂
- 浅井企画
  - 西田たか子
- アミューズ
  - 谷川明日香
- アンクル・エフ
  - 徳山泰世
- エーダッシュプロモーション
  - 小野智子
- 太田プロ
  - 中嶌玲子
- オスカー
  - 猪原恵利子
  - 田中千鶴
  - とうほりか
- サンミュージック
  - 大勝香緒里
  - 中谷果夏
- スカイコーポレーション
  - 稲田千花
- スターダスト
  - 荻原由紀
  - 山口もえ
- スペースクラフト
  - 有村渚
- ソニーミュージック
  - 加藤マユミ
- 田辺エージェンシー
  - 緒方由美
- ビッグ・アップル
  - 柳和佐
- 尾木プロ
  - 尾崎恵理
- ホリ・エージェンシー
  - いいむれまさき
  - 笠間あゆみ
  - 吉田美花葉
- ホリプロ
  - 安斎恵吏
  - 前田つばさ
- 渡辺プロ
  - 臼井静
  - 鈴木裕美

### ネターティナー
- 井上順 - 主にダジャレを使った15秒ネタ。ちなみに、加藤マユミは井上のネタのファンだった。
- 小野ヤスシ - バンド講座から発展して芸能に関することまで掘り下がってのネタが紹介。一部、モザイクがかかるネタもあった。
- ガダルカナル・タカ - 玄関にある、彼の本名の苗字「井口」の表札をいたずらされ、最後には「丼男」（どんぶりおとこ）までいたずらされたネタなど（ほか2つ）。
- コロッケ - 物真似のネタなど。計3回。
- 堺正章 - 番組の中で一番ネタを紹介する時間が長く、毎回編集されていた。
- 柴田理恵 - パネラーになる前は、1998年2月4日放送分にて梅垣義明に台所で入浴を見られたネタ（ほか1つ）が紹介された。なお、台所で入浴を見られたネタは、100点中99点という高得点を出した。
- 松鶴家千とせ - 「俺が昔...だったころ」ネタ。「みかんネタ」から望遠カメラを使用する回数が多くなり、後半にはほとんどが遠くから撮影したり、カメラが思いっきり引いたりするネタを披露していた。
- せんだみつお - ネタの本編に入る前のネタのほうが面白いと言われたこともあった。あまりにも評価が低かったため、スタジオに乱入したこともある。
- 月亭可朝 - おっぱいネタなどがある。
- 徳光和夫 - 1997年11月26日放送分で、万馬券を当てて妻に一部分けたが、実際の額が報道されて怒られたネタ（ほか1つ）。
- なぎら健壱 - 「私、見ました」シリーズでは、毎回嘘のような目撃談を話す。他には「貧乏時代に鳩からエサをもらった」ネタなど。
- 原田泰造 - 「高校入学」を「高橋入学｣、「アゴ勇」を「アゴ男」と誤植されていたネタ。
- ハウス加賀谷 - 『FNNスーパータイム』に出たというネタ。
- 三谷幸喜 - 「宇宙人を信じますか?」から始まったが、結局タモリへのクレームで終わるという奇妙なネタ。
- 村井国夫 - 井上順同様にダジャレネタ。
- モト冬樹 - モト冬樹のスナックトーク。「朝までヒーヒー言ってやる」など

また、「フィーバーズ」の安斎恵吏、徳山泰世、緒方由美は、最終回に各個々でネタを披露。特に安斉は番組内で「年齢詐称」の疑いがあったが、ネタで小学生のころの写真（弟が写真で出演）を持ち出し、以前から老け顔だったことがわかった。

## スタッフ
- 技術：ニユーテレス
- SW：河西純
- カメラ：高田治
- 音声：深谷高史
- 調整：高木稔
- 照明：細矢賢一
- 美術：フジアール 柴田慎一郎
- デザイン：菊地正人
- 美術進行：横山勇
- 大道具：中島雅之
- 電飾：渕井猛司
- ロケ技術：ティ・ピー・ブレーン
- ロケ照明：クリア
- 編集・MA：麻布プラザ よしだ裕二、伊藤敬一
- 音効：佳夢音 柳原英博
- TK：竹内朋子
- スタイリスト：相馬さとし（タモリ担当）、ミニーコーポレーション
- 広報：熊谷知子（フジテレビ） → 川植浩治（フジテレビ）
- 収録スタジオ：ACT
- タイトルデザイン：MASA-TOYO
- 制作協力：田辺エージェンシー
- 編成：河合徹（フジテレビ）、石井浩二（フジテレビ）
- ナレーター：関口伸
- 構成：浜田悠、海老克哉、妹尾匡夫、高橋裕幸
- AP：尾形香代（ハウフルス）
- ディレクター：金城正尚、中村靖、森本展寧、畑山あゆみ
- 演出：宮本忠浩、山田謙司、佐藤浩仁、千葉昭
- プロデューサー：山田浩司（ハウフルス）、竹田幸市（ハウフルス）、高浦康江（ハウフルス）
- 総合演出：菅原正豊（ハウフルス）
- 制作：ハウフルス、フジテレビ

## ネット局
系列は当番組終了時（1998年3月）のもの。
| 放送対象地域  | 放送局             | 系列                                         | ネット形態 | 備考   |
| ------------- | ------------------ | -------------------------------------------- | ---------- | ------ |
| 関東広域圏    | フジテレビ         | フジテレビ系列                               | 同時ネット | 制作局 |
| 北海道        | 北海道文化放送     | フジテレビ系列                               | 同時ネット |        |
| 青森県        | 青森テレビ         | TBS系列                                      | 時差ネット |        |
| 岩手県        | 岩手めんこいテレビ | フジテレビ系列                               | 同時ネット |        |
| 宮城県        | 仙台放送           | フジテレビ系列                               | 同時ネット |        |
| 秋田県        | 秋田テレビ         | フジテレビ系列                               | 同時ネット |        |
| 山形県        | さくらんぼテレビ   | フジテレビ系列                               | 同時ネット |        |
| 福島県        | 福島テレビ         | フジテレビ系列                               | 同時ネット |        |
| 新潟県        | 新潟総合テレビ     | フジテレビ系列                               | 同時ネット |        |
| 長野県        | 長野放送           | フジテレビ系列                               | 同時ネット |        |
| 静岡県        | テレビ静岡         | フジテレビ系列                               | 同時ネット |        |
| 富山県        | 富山テレビ         | フジテレビ系列                               | 同時ネット |        |
| 石川県        | 石川テレビ         | フジテレビ系列                               | 同時ネット |        |
| 福井県        | 福井テレビ         | フジテレビ系列                               | 同時ネット |        |
| 中京広域圏    | 東海テレビ         | フジテレビ系列                               | 同時ネット |        |
| 近畿広域圏    | 関西テレビ         | フジテレビ系列                               | 同時ネット |        |
| 島根県 鳥取県 | 山陰中央テレビ     | フジテレビ系列                               | 同時ネット |        |
| 広島県        | テレビ新広島       | フジテレビ系列                               | 同時ネット |        |
| 岡山県 香川県 | 岡山放送           | フジテレビ系列                               | 同時ネット |        |
| 愛媛県        | テレビ愛媛         | フジテレビ系列                               | 同時ネット |        |
| 福岡県        | テレビ西日本       | フジテレビ系列                               | 同時ネット |        |
| 佐賀県        | サガテレビ         | フジテレビ系列                               | 同時ネット |        |
| 長崎県        | テレビ長崎         | フジテレビ系列                               | 同時ネット |        |
| 熊本県        | テレビ熊本         | フジテレビ系列                               | 同時ネット |        |
| 大分県        | テレビ大分         | フジテレビ系列 日本テレビ系列                | 時差ネット |        |
| 宮崎県        | テレビ宮崎         | フジテレビ系列 日本テレビ系列 テレビ朝日系列 | 同時ネット |        |
| 鹿児島県      | 鹿児島テレビ       | フジテレビ系列                               | 同時ネット |        |
| 沖縄県        | 沖縄テレビ         | フジテレビ系列                               | 同時ネット |        |

| フジテレビ系列 タモリシリーズ                         | フジテレビ系列 タモリシリーズ                                                              | フジテレビ系列 タモリシリーズ                                                   |
| 前番組                                                | 番組名                                                                                     | 次番組                                                                          |
| ----------------------------------------------------- | ------------------------------------------------------------------------------------------ | ------------------------------------------------------------------------------- |
| タモリの新・哲学大王! （1997年4月16日 - 同年9月17日） | タモリのネタでNIGHTフィーバー! （1997年10月15日 - 1998年3月18日）                          | （廃枠）                                                                        |
| フジテレビ系列 水曜22時台                             |                                                                                            |                                                                                 |
| タモリの新・哲学大王! （1997年4月16日 - 同年9月17日） | タモリのネタでNIGHTフィーバー! （1997年10月15日 - 1998年3月18日） 【ここまでバラエティ枠】 | ショムニ（第1シリーズ） （1998年4月15日 - 同年7月1日） 【ここから連続ドラマ枠】 |